# هیئت اعزامی ایواکورا
هیئت اعزامی ایواکورا (به ژاپنی: 岩倉使節団)، مأموریت ایواکورا سفر دیپلمات‌های ژاپن به ایالات متحده آمریکا و اروپا بود که از ۲۳ ژانویه ۱۸۷۱ تا ۱۳ سپتامبر ۱۸۷۳ انجام شد. این تنها یک مأموریت نبود، بلکه برجسته‌ترین و احتمالاً مهم‌ترین سفر از نظر اثرگذاری بر مدرن سازی ژاپن پس از یک دوره طولانی انزوا از جهان غرب می‌باشد.
مأموریت ایواکورا اولین بار توسط «گیدو وربک» (Guido Verbeck)، مبلغ و مهندس بانفوذ هلندی پیشنهاد شد. این سفر تا حدودی از سفر پتر کبیر به اروپای غربی برگرفته شده بود.
این مأموریت سه هدف داشت؛ به رسمیت شناخته شدنامپراتوری تازه احیا شده تحت فرمان امپراتور میجی؛ آغاز مذاکرات مجدد مقدماتی دربارهٔ معاهدات نابرابر با قدرت‌های جهانی حاکم؛ و انجام مطالعات جامعی از سیستم و ساختارهای صنعتی، سیاسی، نظامی و آموزشی نوین در ایالات متحده آمریکا و اروپا.
پیش از مأموریت ایواکورا، هیئت‌های مشابه‌ای توسط شوگانته،حکومت سابق ژاپن اعزام شده بود، از جمله هیئت اعزامی ژاپن به ایالات متحده آمریکا در سال ۱۸۶۰، نخستین هیئت اعزامی ژاپن به اروپا در سال ۱۸۶۲ و دومین هیئت اعزامی ژاپن به اروپا در سال ۱۸۶۳.

## اعضا
| کیدو تاکایوشی، سال ۱۸۷۲، واشینگتن دی سی. | اوکوبو توشیمیچی، سال ۱۸۷۲، سانفرانسیسکو. |

این مأموریت به نام «ایواکورا تومومی» (Iwakura Tomomi) که سفیر تام‌الاختیار این سفر بود، نام گذاری شد. او به همراه چهار معاون سفیر بود؛ که سه تن از آنها («اوکوبو توشیمیچی»، «کیدو تاکایوشی» و «ایتو هیروبومی») وزیران دولت ژاپن بودند.
«کومه کونیتاکه»(Kume Kunitake)، مورخ، منشی مخصوص ایواکورا تومومی و وقایع‌نویس رسمی این سفر بود و گزارش مفصلی از مشاهدات ژاپنی در مورد صنعتی شدن ایالات متحده و اروپای غربی ارائه کرد؛ که شرح این مشاهدات در پنج جلد کتاب به نام Tokumei Zenken Taishi Bei-O Kairan Jikki (特命全権大使米欧回覧実記) در سال ۱۸۷۸ به چاپ رسید.
علاوه براین، تعدادی از مدیران و دانش پژوهان و در مجموع ۴۸ نفر در این مأموریت حضور داشتند. همچنین به غیر از کادر سفر، حدود ۵۳ دانش آموز و خدمه نیز از یوکوهاما به این سفر خارجه پیوستند. تعدادی از دانش آموزان در کشورهای خارجه باقی مانند تا تحصیلات خود را تکمیل کنند:
- «ماکینو نوبوآکی» (Makino Nobuaki)، دانش آموز و از اعضای این هیئت بود. او در خاطراتش ذکر کرد: «باید از الغای نظام هان و اعزام هیئت ایواکورا به آمریکا و اروپا به عنوان مهم‌ترین رویدادهای پس از اصلاحات یاد کرد که اساس حکومت ما را پایه‌گذاری کرد». بعدها ماکینو از مشاوران ارشد امپراتور هیروهیتو شد.
- «کانکو کنتارو»(Kaneko Kentarō) نیز به عنوان دانش آموز در ایالات متحده باقی ماند و در سال ۱۸۹۰ به تئودور روزولت معرفی شد. آنها با هم دوست شدند و بعداً ارتباط آنها به وساطت روزولت در پایان جنگ روسیه و ژاپن و پیمان پورتسموث انجامید.[۵]
- «ناکائه چومینیکی»(Nakae Chōmin) دیگر از اعضای هیئت و عضو وزارت دادگستری بود؛ او در فرانسه ماند تا به همراه امیل آکولاس(Emile Acollas)، جمهوری‌خواه تندرو، سیستم حقوقی فرانسه را مطالعه کند. ناکائه بعداً روزنامه‌نگار، اندیشمند و مترجم شد و فیلسوفان فرانسوی مانند ژان ژاک روسو را به ژاپن معرفی کرد.

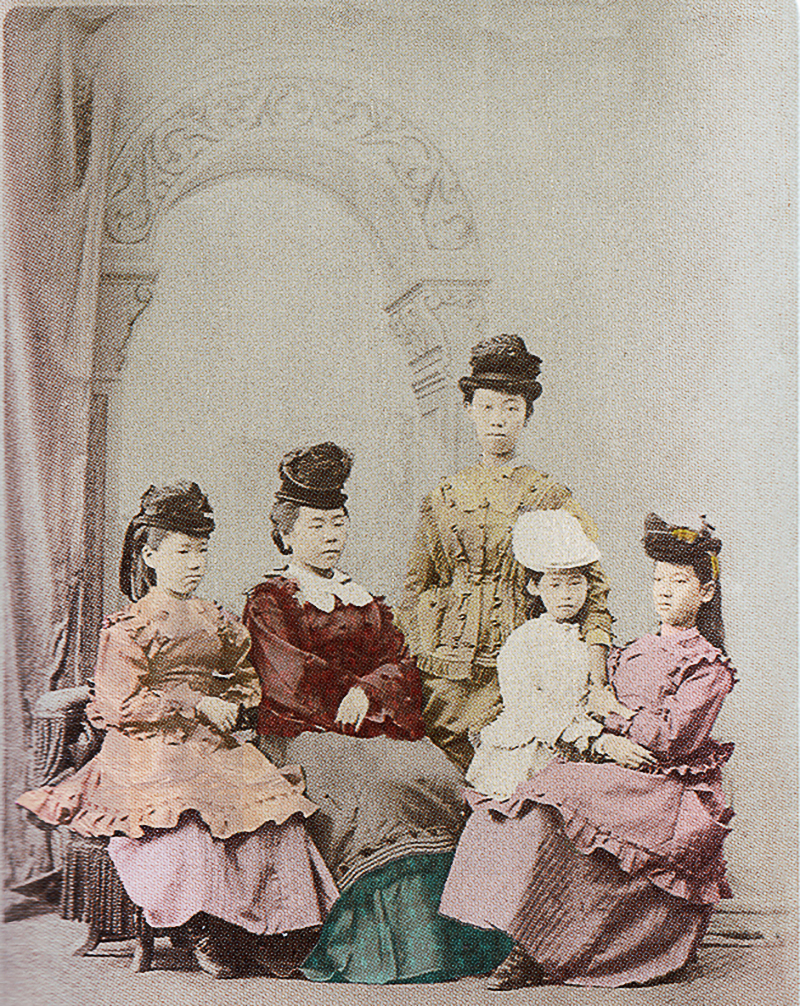
زنان دانش آموز در مأموریت ایواکورا؛ در این تصویر تسودا اومه‌کو (دومین نفر از سمت راست) ده ساله و اویاما سوتماتسو (اولین نفر از سمت راست) ۱۲ ساله بودند.

همچنین پنج زن جوان، که همگی از دختران خاندان‌های شکست خورده در جنگ بوشین بودند، برای تحصیل در ایالات متحده ماندند؛ از جمله:
- «تسودا اومه‌کو»(Tsuda Umeko)، که در سال ۱۹۰۰ مرکز آموزشی زنان (دانشگاه تسودا کنونی) را تأسیس کرد؛ که این دانشگاه از قدیمی‌ترین و معتبرترین مراکز آموزش عالی زنان در ژاپن هست.
- «اویاما سوتماتسو» (Ōyama Sutematsu) که اولین زن ژاپنی با مدرک دانشگاهی بود.

## بازدید از ایالات متحده
هیئت اعزامی در ۲۳ دسامبر ۱۸۷۱، به وسیله کشتی «اس اس آمریکا (۱۸۶۹)» از یوکوهاما به مقصد سانفرانسیسکو حرکت کرد. پس از رسیدن به سانفرانسیسکو در ۱۵ ژانویه ۱۸۷۲، هیئت اعزامی به کمک قطار و از راه «سالت لیک سیتی» و شیکاگو به سفر خود ادامه داد و در نهایت در ۲۹ فوریه به واشینگتن دی سی رسید. اقامت هیئت ایواکورا در ایالات متحده به جهت تلاش برای مذاکره در مورد اضافه‌کردن حقوق جدیدی به معاهده نابرابر تمدید شد. این امر طرفین مذاکره را ملزم می‌کرد تا به ژاپن برگشته و تاییدیه‌های ضروری را دریافت کنند.
اعضای هیئت ایواکورا به بازدید از مدارس و یادگیری بیشتر در مورد سیاست‌های آموزشی به شدت علاقه‌مند بودند؛ بنابراین از مدارس، دانشگاه‌ها و مکانهای صنعتی در بوستون، نیویورک و واشینگتن دی سی بازدیدهایی انجام شد. تلاشهای هیئت ایواکورا برای مذاکره مجدد در مورد معاهدات نابرابر به جایی نرسید و هیئت در اوت ۱۸۷۲ عازم بریتانیا شد.

## بازدید از بریتانیا
هیئت ایواکورا در ۱۷ اوت ۱۸۷۲ از طریق کشتی بخار «کونارد المپوس» (Cunard Olympus) به لیورپول رسید. هیئت از راه منچستر به لندن سفر و اواخر اوت و اوایل سپتامبر را در پایتخت و اطراف آن سپری کرد. هیئت ایواکورا به بررسی از نهادهای سیاسی، دانشگاهی و نظامی پرداخت و همچنین از موزه بریتانیا و مترو تازه تأسیس لندن بازدید و در کنسرت‌های موسیقی برگزار شده در رویال آلبرت هال شرکت کرد.
پس از بازدید از اسکله‌های سلطنتی در پورتسموث و بازدیدی یک روزه از برایتون، هیئت ایواکورا به گروه‌های کوچک‌تری تقسیم شد تا از مکان‌های دیگری از جمله بلر اتول در ارتفاعات اسکاتلند، ادینبور، یورکشایر دیلز و مراکز صنعتی منچستر، گلاسگو، ادینبرو، نیوکاسل و برادفورد بازدید کند.
ایواکورا تومومی هدایت گروه منچستر-لیورپول را بر عهده داشت. در هفت اکتبر پذیرایی و ضیافتی توسط مقامات شهری آنجا صورت گرفت و در این دیدار از نقش پیشرو آنجا در صنعت بین‌المللی، فناوری و مدیریت شهری تجلیل شد. این گروه به عنوان مهمانان «لرد بلانتایر» (Lord Blantyre) در گلاسکو، در خانه ارسکین (Erskine House) اقامت و از تأسیسات کشتی‌سازی و ساخت فولاد در کناره رود کلاید بازدید کرد.
گروه ایواکورا در ۲۱ اکتبر وارد هتل رویال استیشن (the Royal Station Hotel) در نیوکاسل شد و در آنجا با کارآفرین «ویلیام جورج آرمسترانگ» ملاقات کرد. از زمان بازدید هیئت اعزامی شوگانته در نیوکاسل ده سال می‌گذشت، اما در نتیجه مستقیم این بازدید، میزان قابل توجهی سفارش کشتی و تسلیحات برای کارخانه‌های تاینساید به دست آمد.
«این آقایان البسه رسمی و متداول به تن داشتند و بدون در نظر گرفتن رنگ پوست و چهره شرقی‌شان، به سختی می‌شد که آنها را از همراهان انگلیسی خود متمایز کرد».
— ۲۳ اکتبر ۱۸۷۲، روزنامه «Newcastle Daily Chronicle"
گروه ایواکورا به همراه «اندرو نوبل» (Andrew Noble) و «جورج رندل» (George Rendell) از شرکت اسلحه‌سازی «موتور و تسلیحات الزویک» (Elswick Engine and Ordnance) بازدید کرد. ویلیام جورج آرمسترانگ مؤسس این شرکت بود. آنها همچنین از معدن‌کاری زغال سنگ گاسفورث در نیوکاسل بازدید کرد و شخصاً به داخل معدن رفت. همچنین بازدیدهای بیشتری از کارخانه‌های آهن میدلزبورو و معادن سنگ آهن یورک‌شر انجام شد. اتاق بازرگانی نیوکاسل و گیتس‌هد ترتیب سفری بر بستر رود تاین را داد و گروه ایواکورا از معادن مس و سولفات هبورن بازدید کرد.
سپس گروه ایواکورا به یورک‌شر سفر و از مناطق حومه‌ای و کارخانه‌های تولید پارچه بازدید کردند. گروه با همراهی هری اسمیت پارکز، فرستاده انگلستان به ژاپن، علاوه بر بازدید از کارخانه‌ها، از امکانات و تمهیداتی که برای کارگران آنجا فراهم شده بود؛ مانند مسکن، بیمارستان، مدرسه، نوانخانه و پارک، دیدن کردند.
سپس گروه ایواکورا از شهرهای برتون آپون ترنت، بیرمنگام، ووستر،  استوک آم ترنت و چستر بازدید کرد.
هیئت ایواکورا در ۵ دسامبر ۱۸۷۲ در قلعه وینزر از ملکه ویکتوریا و در ۹ دسامبر در کاخ ساندرینگهام از شاهزاده ولز دیدار کرد. هیئت سرانجام در ۱۶ دسامبر عازم فرانسه شد.

## بازدید از اروپا و بازگشت به ژاپن

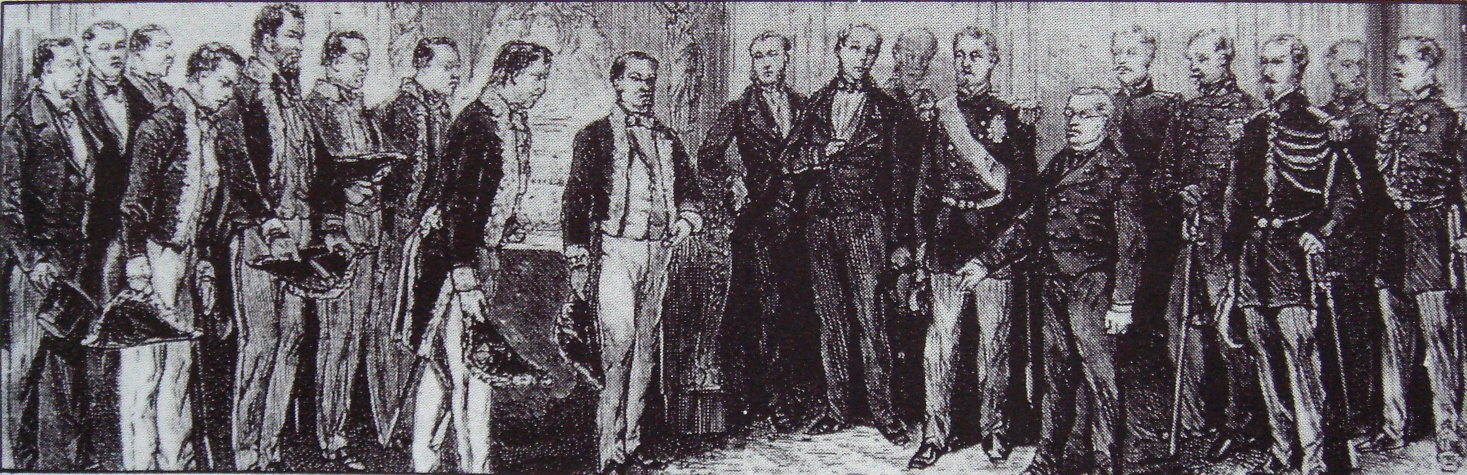
بازدید هیئت ایواکورا از رئیس‌جمهور فرانسه آدولف تیر، ۲۶ دسامبر ۱۸۷۲

هیئت ایواکورا در نیمه اول سال ۱۸۷۳، از کشورهای فرانسه، بلژیک، هلند، آلمان، دانمارک، سوئد، اتریش، ایتالیا و سوئیس بازدید کرد.
هیئت در ژانویه ۱۸۷۳ از فرانسه بازدید کرد. فرانسه در آن زمان با مشکلات ناشی از شکست جنگ با پروس دست و پنجه نرم می‌کرد.
هیئت ایواکورا در ماه مارس از رایش آلمان بازدید کرد. سیستم نظامی پروس که از جنگ با فرانسه پیروز بیرون آمده بود، قرار بود که به الگویی برای توسعه ارتش ژاپن تبدیل شود. ایتو هیروبومی به خصوص تحت تأثیر حکومت اقتدارگرا پروس قرار گرفت. هیئت همچنین در آلمان از برخی از کارخانه‌های صنایع سنگین، تأسیسات بروز نظامی، مؤسسات آموزشی و صنایع تولیدی بازدید کرد.
هیئت ایواکورا از ۱۸ تا ۲۳ آوریل در طول دانمارک سفر کرد. موزه ملی دانمارک از جمله اماکن بازدیدی بود.
هیئت ایواکورا در مه ۱۸۷۳ به ایتالیا رسید و یک ماه در آنجا اقامت داشت. تمرکز اصلی گروه در ایتالیا، به‌ویژه در شهر فلورانس، بازدید از کارگاه‌های ساخت صنایع دستی بود.
در ژوئن ۱۸۷۳، گروه ایواکورا از پنجمین نمایشگاه جهانی در وین بازدید و در آن شرکت کرد.
هیئت در راه بازگشت به ژاپن، بازدید کوتاهی از مصر، عدن، سری‌لانکا، هنگ کنگ،  هوشی‌مین و شانگهای داشت.
هیئت ایواکورا سرانجام در ۱۳ سپتامبر ۱۸۷۳، تقریباً دو سال پس از اعزام از ژاپن، به یوکوهاما بازگشت.

## اهداف و نتایج
بازنگری در معاهدات نابرابر، از اهداف اولیه مأموریت ایواکورا بود که محقق نشد و باعث شد که مأموریت تقریباً چهار ماه به طول بینجامد. دست نیافتن به این هدف باعث تمرکز هیئت برای مذاکرات و ایجاد قراردادهای جدیدی با دولت‌های غربی شد؛ اگرچه این کار باعث انتقاداتی به هیئت ایواکورا شد؛ مبنی بر اینکه اعضا فراتر از وظایفی که دولت ژاپن تعیین کرده بود، فعالیت می‌کردند.
با این حال، اعضای هیئت از دشواری در وادار کردن کشورهای غربی در بازنگری معاهدات نابرابر آگاه بودند؛ بنابراین سعی کردند در طول سفر، تمایل قدرت‌های غربی برای اصلاح معاهدات را بسنجند و همچنین دربارهٔ کشورهای غربی مطالعه کنند. این مورد در پیغام امپراتور میجی که توسط هیئت اعزامی به سران کشورها ارسال شده بود، مشخص هست:
از آنجایی که آداب، رسوم و قوانین ژاپن به شدت با قوانین کشورهای خارجی تفاوت دارد، ما قصد نداریم که یکباره این بازنگری را انجام دهیم.
ما ابتدا دربارهٔ نهادهای کشورهای متمدن مطالعه، آنهایی را که به بهترین وجه برای ژاپن مناسب است اتخاذ، و به تدریج حکومت و آداب خود را اصلاح خواهیم کرد تا به جایگاهی برابر با کشورهای متمدن دست یابیم.— امپراتور میجی
اگرچه از نظر دیپلماتیک، مأموریت ایواکورا موفق‌آمیز نبود و هیچ‌کدام از قراردادهای سابق بازنگری نشدند، اما نوسازی‌های صنعتی آمریکا و اروپا، اعضا هیئت ایواکورا را تحت تأثیر خود قرار داد و تجربه این سفر در آنها انگیزه ای قوی ایجاد کرد تا اقدامات نوسازی مشابه کشورهای غربی را در ژاپن رهبری و هدایت کنند.